# Hszüan Hua

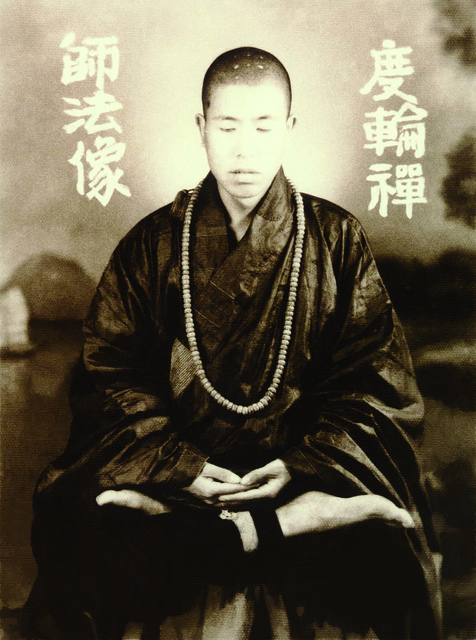
Hszüan Hua (Hsuan Hua) meditáció közben, Hongkong, 1953

Hszüan Hua (Hsuan Hua), más néven An Cu (An Tzu) vagy Tu Lun (Csilin, 1918. április 16.–Los Angeles, 1995. június 7.) csan buddhista szerzetes, aki fontos érdemeket szerzett a 20. századi kínai buddhizmus Egyesült Államokban történő elterjesztésében.
Hszüan Hua (Hsuan Hua) több intézményt alapított az Egyesült Államokban. Ő alapította a Dharma Realm Buddhist Association (rövidítése: DRBA, jelentése: Dharma Birodalom Buddhista Szövetség) nevű szervezetet, amely jelen van Észak-Amerikában, Ausztráliában és Ázsiában is. Az Amerikában működő egyetemének elnevezése Dharma Realm Buddhist University. Az ő nevéhez fűződik a kaliforniai Tízezer Buddha városa (City of Ten Thousand Buddhas), amely Amerika legelső csan buddhista kolostora.

## Élete
Szülei buddhisták voltak és Hszüan Hua (Hsuan Hua) már fiatal korától kezdve vegetáriánus volt és a szerzetesi életmódra készült. 15 éves korában vett menedéket a három drágaságban, majd különféle buddhista filozófiát, kínai orvostudományt, asztrológiát és pszichológiát tanult. 19 éves korában vált teljes jogú szerzetessé és felvette az An Cu (An Tzu) dharma nevet.
1959-ben elhatározta, hogy eljuttatja a dharma tanításokat a Nyugatra. Tanítványait arra biztatta, hogy alapítsanak buddhista szövetséget, amely Amerikában a Buddhist Lecture Hall nevet vette fel. A szövetség később a Dharma Realm Buddhist Association (Dharma Birodalom Buddhista Szövetség) nevet vette fel.
Hszüan Hua (Hsuan Hua) 1961-től Ausztráliában tanított egy éven át, majd Hongkongba utazott, majd röviddel azután San Franciscóba, ahol oktatási központot hozott létre. A buddhista meditáció iránt érdeklődő amerikai fiataloknak tartott órákat és szútra előadásokat. A kubai rakétaválság idején Hszüan Hua (Hsuan Hua) 35 napos böjtbe kezdett, és a válság végéért és a világbékéért imádkozott. 1968-ban tudományos előadás-sorozatban tanította a Súrangama-szútrát több mint 30 diáknak a Seattle-i Washington Egyetem diákjai számára. A sorozat végén öt diák kért engedélyt Hszüan Hua (Hsuan Hua)tól, hogy teljes jogú szerzetessé válhasson. Később egyre több komoly megkeresése érkezett és egyre gyakrabban tartottak szerzetesi beavatási szertartásokat különböző helyszíneken. Élete során több mint 200 embert avatott fel szerzetessé a világ minden tájáról.
Los Angelesben halt meg 1995. június 7-én.